# 월도프 (메릴랜드주)

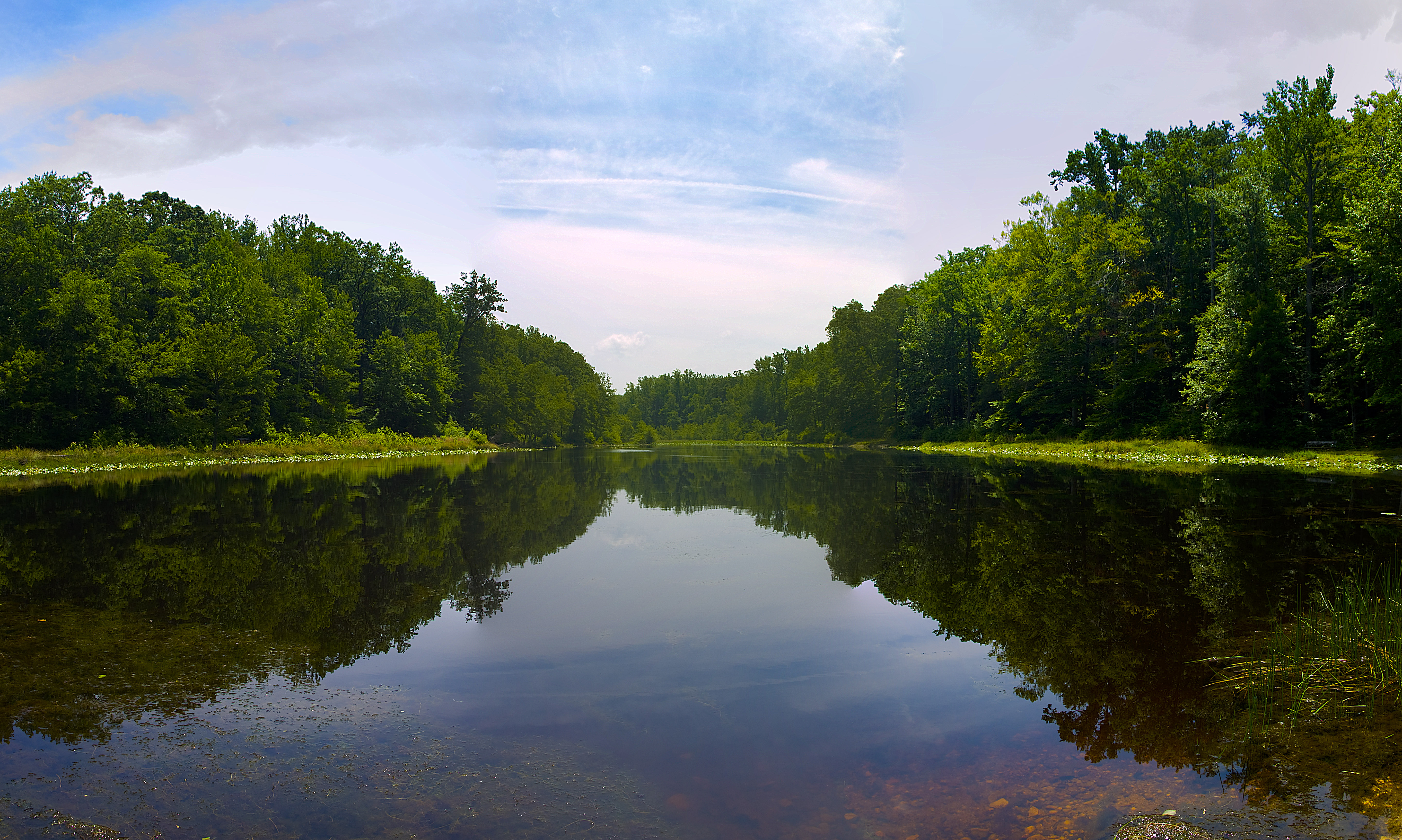

월도프(Waldorf)는 미국 메릴랜드주 찰스 군의 도시이다. 2010년 기준으로 인구는 67,752명이다.